# Leudovino
Leudovino (em latim: Leudovinus) ou Lindoim (em francês: Lindoin; em catalão: Lindoí) é o quarto vidama e primeiro visconde do Viscondado de Narbona. Não está claro exatamente quem o antecedeu, com Alarico e Francão I sendo os últimos vidamas registrados antes dele. Aparece em 878, quando estava em revolta contra seu senhor, o marquês Bernardo de Gótia, que por sua vez estava em revolta contra o imperador Carlos, o Calvo (r. 840–877) e depois seu filho Luís II (r. 877–879). No episódio, as terras de Narbona e Rossilhão foram devastadas e os clérigos da diocese foram expulsos da capital, onde foram substituídos por amigos de Leudovino. A revolta teve breve duração, Leudovino foi derrubado sob ordens Conselho de Troyes de agosto do mesmo ano, e Bernardo Plantapilosa assumiu autoridade sobre Narbona. Se sabe que o rebelde era casado com Arsinda. O próximo visconde atestado foi Alberico I.